# Lac Crystal (États-Unis)
Pour les articles homonymes, voir Lac Crystal.
Le lac Crystal (en anglais : Crystal Lake) est un lac américain dans le comté de Lassen, en Californie. Il est situé à 2 199 mètres d'altitude au sein du parc national volcanique de Lassen.